# Nancy Lollar
Nancy Lollar (Carbondale, Illinois, 30 de julio de 1928-Gurnee, Illinois, 7 de octubre de 2020) fue una actriz estadounidense conocida por protagonizar la serie Los Intocables y  The Untouchables y The Amityville Horror.

## Biografía
Nancy Lollar nació el 30 de julio de 1928 en la ciudad de Carbondale, Illinois, hija de Maxwell y Emilie Lollar. La familia se mudó con frecuencia debido a la ocupación de Maxwell como superintendente antes de establecerse finalmente en Hampshire, Illinois. Allí, Lollar asistió a Hampshire High School, donde fue descrita como una "estudiante excepcional". Luego asistió a la Universidad del Noroeste, donde conoció a su futuro esposo Sherman Sergel. La pareja tuvo tres hijos, Kassandra, Victoria y Madelyn, quienes se criaron en Evanston, Illinois, donde la pareja se había establecido. La familia finalmente se mudó a Lake Bluff, Illinois, donde Lollar trabajó como bibliotecaria en la biblioteca de Lake Forest durante varios años. 
Lollar volvió a la actuación tras la muerte de Sergel, comenzando en el teatro comunitario. Eventualmente ascendió a programas más populares, haciendo trabajo de cámara para Los Intocables y The Amityville Horror, además de protagonizarlos como papeles menores. 
Nancy Lollar murió el 7 de octubre de 2020 en Sunrise Living, una comunidad de vida asistida en Gurnee, Illinois. Le sobreviven su hermano, tres hijas, cinco nietos y siete bisnietos.